# FestSpielHaus
Das FestSpielHaus in München-Ramersdorf ist eine Jugendkultur- und Bildungseinrichtung der bayerischen Landeshauptstadt mit vertraglicher Bindung an das Stadtjugendamt. Ein regelmäßiger Betrieb als Theater begann im Jahr 1995 in der Quiddestraße 17.
Seit Juli 2019 befindet sich das FestSpielHaus an der Adresse Rosenheimer Str. 192, 81669 München.

## Kurze Geschichte
- Anfang der 1970er: Im ersten Supermarkt Neuperlachs wird von der Arbeiterwohlfahrt ein Jugendtreff und eine Tagesstätte für Senioren eingerichtet. 1974 entsteht eine Jugendberatungsstelle als Modellprojekt des Bundesministeriums für Jugend.
- 1976 übergibt die Arbeiterwohlfahrt die „Kooperative Jugendberatung“ an den Kreisjugendring. Die kulturellen Aktivitäten nehmen zu, unter anderem durch die bis heute aktive Theatergruppe „Kaschperl Prod.“
- 1982 gründen Mitarbeiter den Kulturverein „Kobold e.V.“; nach längeren kommunalpolitischen Diskussionen entsteht die „Kulturwerkstatt Ost“.
- 1995 wechselt die Trägerschaft vom Kreisjugendring zum Kobold e.V., der das Projekt in FestSpielHaus umbenennt. Es wird 1999 vom Kinder- und Jugendhilfeausschuss der Landeshauptstadt München als Träger der Jugendhilfe nach § 75 KJHG anerkannt.
- 2000 wird als Träger die gemeinnützige FestSpielHaus gGmbH gegründet, um kulturelle Bildungsprogramme für junge Erwachsene anzubieten (Vertrag mit der Landeshauptstadt München). Programmschwerpunkte sind Theater, Festinszenierungen, Video und Fotografie.
- Mai 2005: zum zehnjährigen Bestehen findet ein Tag der offenen Tür statt, in den Politiker und verschiedene Kooperationspartner eingebunden sind. Für junge Autoren wird ein Wettbewerb für Comic-Geschichten und Cartoons ausgeschrieben.
- 2009: Die Theaterschule Yorick, eine Berufsfachschule für Theater und Theaterpädagogik, wird gegründet.[1]
- 2019: Das FestSpielHaus zieht in die Rosenheimer Str. 192.